# PSR J1903+0327
PSR J1903+0327 est un pulsar milliseconde sur une orbite binaire très excentrique.
Le pulsar a été découvert lors d'un levé en bande L (1,4 GHz) avec le radiotélescope d'Arecibo de 305 m de diamètre.
La période d'impulsion est de 2,15 ms, soit 465,1 fois par seconde. L'analyse des résidus de synchronisation des impulsions montre une orbite binaire avec une période de 95,17 jours, et une excentricité élevée, e = 0,437. La masse du compagnon est d'~1 M☉, tandis que la masse du pulsar est exceptionnellement grande à 1,67 M☉ ; la troisième plus grande masse mesurée avec précision après celles de PSR J1614-2230 et PSR J0348+0432. Un compagnon proche infrarouge, KS = 18 (2,22 µ), est observé dans les images de l'observatoire Gemini. Les mesures de vitesse radiale effectuées par le Very Large Telescope ont confirmé qu'il s'agissait du compagnon du pulsar milliseconde, le premier système de ce type à être observé dans la Voie lactée.
Les théories populaires pour la formation de pulsars binaires millisecondes nécessitent un transfert de masse sur l'étoile à neutrons en rotation à partir d'une naine blanche afin de la faire tourner jusqu'à des périodes inférieures à environ 10 ms, un processus qui devrait être accompagné de fortes force de marée, produisant une orbite très circulaire. Le compagnon de la séquence principale et l'orbite excentrique du pulsar ne sont par conformes à cette attente. Le système est probablement à l'origine un système triple. Le reste de l'étoile qui a transféré de la masse à l'étoile à neutrons (son compagnon proche d'origine) a ensuite été éjecté par une interaction gravitationnelle avec le troisième membre nom évolué du systèpme ; son compagnon actuel de la séquence principale.